# Massafat Mile Bihidayi
Massafat Mile Bihidayi é um filme de drama marroquino de 2016 dirigido e escrito por Said Khallaf. Foi selecionado como representante de seu país ao Oscar de melhor filme estrangeiro em 2017.

## Elenco
- Amine Ennaji - Said
- Noufissa Benchehida
- Abdellah Ajil
- Abdellah Chakiri
- Zohra Noujoum
- Mohamed Ayad
- Mohamed Naimane